# Paspalum motembense
Paspalum motembense là một loài thực vật có hoa trong họ Hòa thảo. Loài này được León mô tả khoa học đầu tiên năm 1926.